# Harold Ellingham
Harold Johann Thomas Ellingham (1897–1975) est physico-chimiste britannique, principalement connu pour le diagramme d'Ellingham, un diagramme permettant par exemple de prévoir les équilibres entre un métal et ses oxydes en fonction de la température et de la pression, ainsi que de connaître les réactions d'oxydoréduction thermodynamiquement possibles entre deux espèces. Ce type de diagramme est particulièrement utilisé en métallurgie extractive.

## Biographie
Ellingham a étudié au Royal College of Science de 1914 à 1916. Il devient préparateur en 1919 et conférencier en physico-chimie en 1937. Il est secrétaire du Royal College of Science de 1940 à 1944, puis du Royal Institute of Chemistry de 1944 à 1963. Il est fait fellow de l'Imperial College en 1949 et devient Officier de l'Ordre de l'Empire britannique (OBE) en 1962.

## Travaux
Ellingham est principalement connu pour les diagrammes qui portent son nom, traçant l'enthalpie libre (ΔrG) des réactions du type :
2x/y  M + O2 = 2/y  MxOy
en fonction de la température, en utilisant l'« approximation d'Ellingham ». En normalisant les fonctions thermodynamiques de la réaction avec une mole de dioxygène, Ellingham a été capable de comparer la température de stabilité de différents oxydes sur un même diagramme.
En particulier, il permet de montrer graphiquement que le carbone devient un puissant agent réducteur lorsque la température augmente, phénomène connu du temps d'Ellingham mais qui fut ainsi démontré plus clairement.